# Als Fjord
Der Als Fjord ist eine etwa zehn Kilometer lange und zwei bis drei Kilometer breite Förde im südlichen Dänemark mit einer Tiefe von bis zu 27 m. Er verbindet den Aabenraa Fjord und den Kleinen Belt mit dem Augustenborg Fjord und dem Als Sund. Er trennt dabei die Insel Als von der Halbinsel Sundeved.